# 周炳琳
周炳琳,（1892年10月23日—1963年10月24日），字枚荪，浙江省黄岩县（今台州市黄岩区）人。

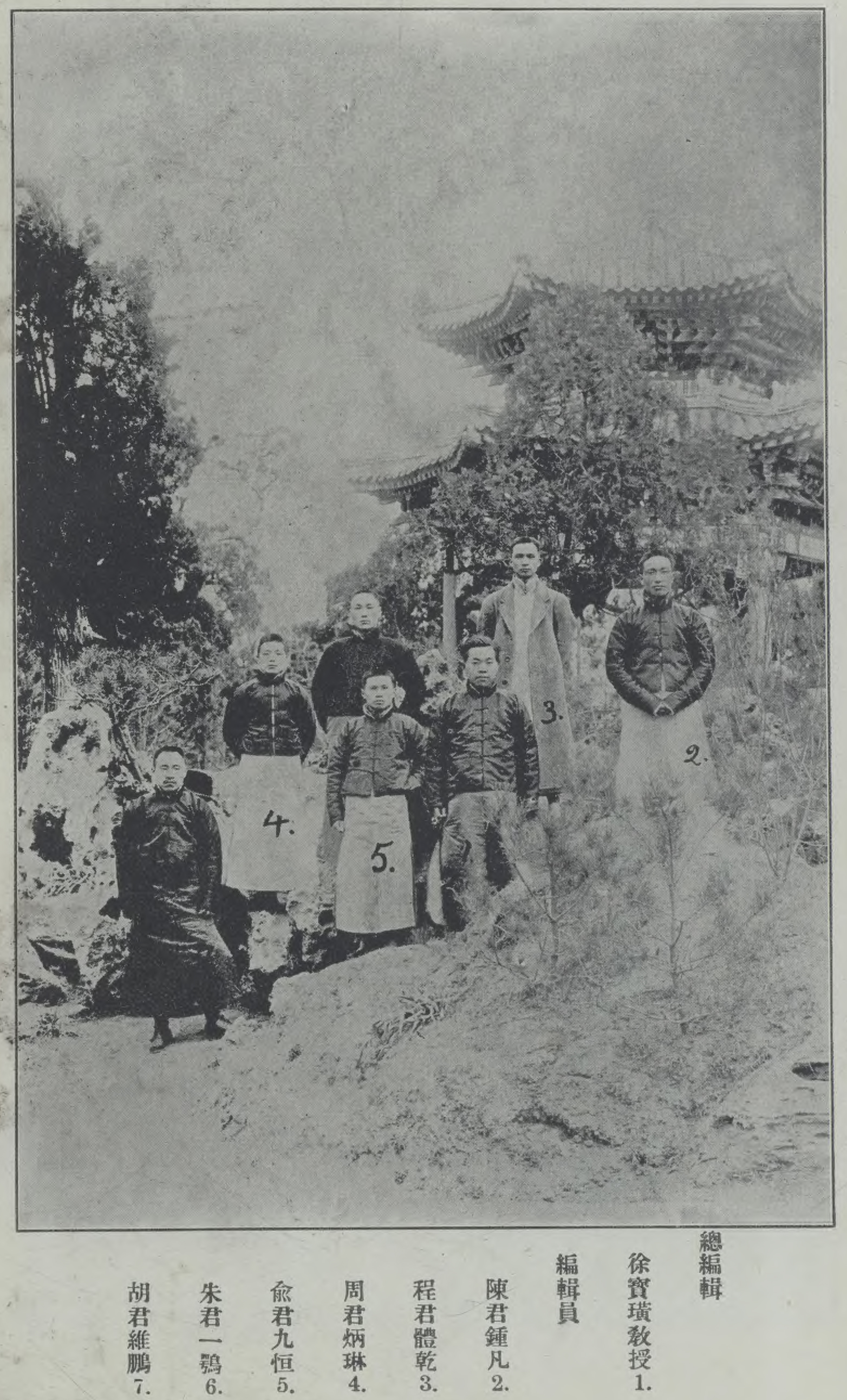
北京大學紀念冊編輯處同仁〔徐寶璜、陳鍾凡、程體乾、周炳琳、俞九恒、朱一鶚、胡維鵬〕

## 生平
1912年以第一名的成績畢業於黃岩縣中學堂，次年考入北大預科，1916年升入法科經濟門。1918年10月和同學創辦『國民』雜誌社，任編輯。1919年3月，周炳琳、許德珩、鄧中夏等北大學生發起成立北京大學平民教育講演團。該團以“增進平民知識、喚起平民之自覺心”為宗旨，組織團員走上街頭，開展大眾化的演講。周炳琳被推選為文牘干事，負責文稿的編印工作。五四運動時任全國學聯秘書，與許德珩，羅隆基等人到上海見過孫中山。1920年夏获国立北京大学经济学学士学位，获穆藕初奖学金因而出國留學。
1922年，获美国哥伦比亚大学文学硕士，接着在英国伦敦大学经济学院、法国巴黎大学进行深造。1925年8月归国在国立北京大学经济系任講師。同年經李大釗介紹加入中國國民黨。自1932年6月长期担任国立北京大学法学院院长，这期间兼任法科研究所主任及经济系主任，主讲社会经济史、经济学等课程，又曾出任国民政府教育部常务次长、河北省教育厅厅长等职。抗战时兼任重庆的中央政治学校教务长。1936年11月2日，周炳琳被选为国民参政员，参加国民参政会。1939年，他又担任国民参政会副秘书长。1944年8月，担任西南联大法学院院长，兼法科研究所主任。抗战胜利之后三校回迁，仍任国立北京大学法学院院长。1949年后，辞去院长职务，专任经济系教授，曾经主讲“外国经济史”等课，又将马克思《政治经济学批判大纲》法文部分译成中文出版。周也參加了到廣西的土改，還有思想改造運動，直至1952年結束才回到北大。1950年周炳琳加入中国国民党革命委员会，担任中央团结委员。1953年担任中国国民党革命委员会中央委员，后任全国政协二、三届委员。1963年因病在北京醫院去世。